# Hellboy (2004)
Hellboy é um filme de fantasia americano lançado em 2004, baseado no personagem homônimo da Dark Horse Comics. O filme foi dirigido por Guillermo del Toro.

## Sinopse
Em 1944, uma equipe de soldados é enviada à Escócia ao lado do Professor Trevor Broom, um pesquisador paranormal, para impedir que um feiticeiro chamado Grigori Rasputin abra um portal para outra dimensão e libertar o Ogdru Jahad, os Sete Deuses do Caos, que estão confinados em uma prisão de cristal, para ajudar os Nazistas a vencer a Segunda Guerra Mundial. Porém, o verdadeiro plano de Rasputin é que o Ogdru Jahad destrua o mundo.
Durante o confronto entre as duas forças, Rasputin morre ao ser sugado pelo portal, mas seus asseclas, a imortal ocultista Ilsa Haupstein e o ciborgue assassino Karl Ruprecht Kroenen, escapam com um livro detalhando como reviver Rasputin. Vasculhando a ilha em busca de demônios menores que possam ter escapado enquanto o portal esteve aberto, Broom encontra um bebê demônio com uma enorme mão de pedra, que ele cria como seu próprio filho e batiza de "Hellboy".
60 anos depois, Hellboy é agente do Bureau de Pesquisa e Defesa Paranormal, uma divisão secreta do FBI comandada pelo Professor Broom e Tom Manning, dedicada a combater ameaças sobrenaturais. John Myers, um jovem agente recém-formado na Academia do FBI, é transferido para o BPDP, onde conhece Hellboy e Abe Sapien, um homem anfíbio com poderes telepáticos.
Paralelamente, Ilsa e Kroenen revivem Rasputin na Antártica e os três rumam para o Museu de História Natural de Nova York, onde libertam um monstro chamado Sammael. Rasputin lança sobre ele um feitiço que dita que, para cada um que for destruído, dois se levantarão, e o solta no Museu, onde ele mata vários guardas. Hellboy, Abe, Myers e Manning são enviados para investigar e Hellboy consegue matar Sammael após uma perseguição pelas ruas da cidade, que quase coloca em risco o segredo da existência do BPDP.
Após derrotar Sammael, Hellboy visita a ex-agente do BPDP Liz Sherman, que se internou em um hospício para aprender a controlar seus poderes pirocinéticos. Rasputin mais tarde a visita e lança sobre ela um encanto que a faz perder o controle e incendiar o prédio. Sem lar, Liz é convencida por Myers a voltar para o BPDP.
Paralelamente, Hellboy, Abe e quatro agentes rumam para os Esgotos, onde Sammael costuma se esconder. Abe é mortalmente ferido por um dos monstros, enquanto Hellboy mata o outro. No processo, um dos agentes é morto por Kroenen, que programa seu corpo robótico para se desativar, como que se estivesse morto. Acreditando que ele realmente tenha morrido, Manning o envia para o QG do BPDP para estudo.
Enquanto Hellboy está fora espionando Myers e Liz, que decidiram sair juntos, Kroenen acorda, ajuda Rasputin a entrar e os dois confrontam o Professor Broom, que revela estar com Câncer. Rasputin conta a ele que o verdadeiro nome de Hellboy é "Anung Un Rama" e que o destino dele é causar o Apocalipse. Broom recusa-se a aceitar as imposições do destino e é morto por Kroenen.
Com a morte do Professor Broom, Manning, que odeia criaturas sobrenaturais, assume o comando do BPDP e decide investigar o Mausoléu de Rasputin na Rússia ao lado de Hellboy, Liz e Myers. Lá, eles caem em uma armadilha e são separados. Hellboy e Manning enfrentam e matam Kroenen enquanto Liz e Myers encontram uma caverna contendo todos os ovos de Sammael, que Liz destrói usando seus poderes. Porém, eles são surpreendidos e capturados por Rasputin.
Enquanto Ilsa mantém Myers acorrentado, Rasputin força Hellboy a aceitar seu destino em troca da vida de Liz, a quem Hellboy ama. Hellboy abre o portal novamente e liberta os Odgru Jahad, mas Myers consegue lembrá-lo dos ensinamentos de seu pai e Hellboy trai Rasputin, matando-o com um de seus chifres e fechando o portal.
Do corpo de Rasputin, emerge um monstro chamado Behemot, que mata Rasputin e Ilsa e ataca Hellboy, que permite-se ser engolido pelo ser e, lá dentro, detona vários explosivos termo-nucleares, matando-o. Em seguida, Hellboy encontra Liz morta, mas sussurra no ouvido dela, intimidando a própria morte a deixá-la voltar ou encarar as consequências. Liz volta à vida e beija Hellboy enquanto Myers olha feliz.

## Elenco
- Ron Perlman — Hellboy
- Selma Blair — Liz Sherman
- Doug Jones — Abe Sapien
- Jeffrey Tambor — Tom Manning
- Ladislav Beran — Karl Ruprecht Kroenen
- Rupert Evans — John Myer
- John Hurt — Professor Trevor Bruttenholm
- Karel Roden — Grigori Rasputin
- Bridget Hodson — Ilsa Haupstein
- Brian Steele — Sammael